# Aparells de mesura electrònics

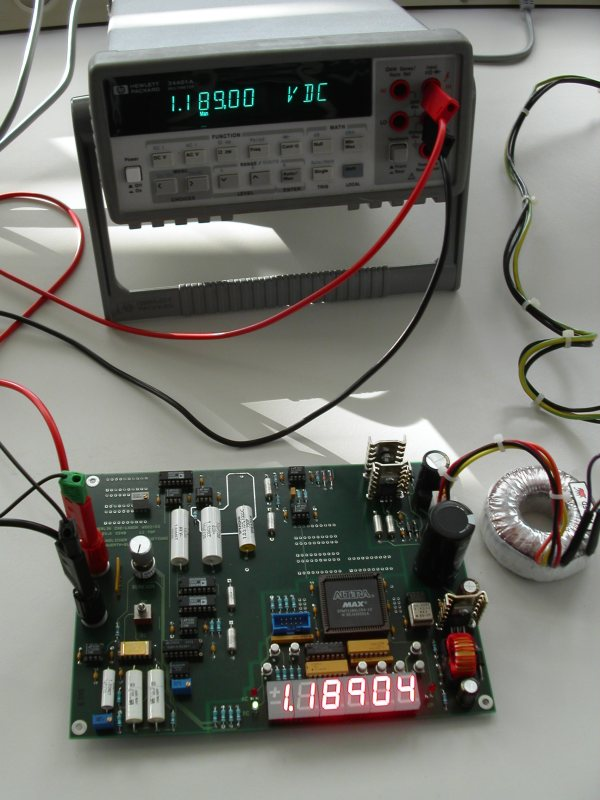
Voltímetre digital commercial Agilent

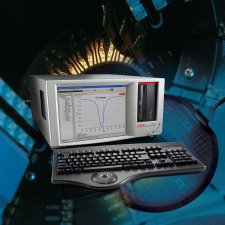
Instruments Keithley Series 4200-CVU

Els  aparells de mesura electrònics són el conjunt d'instruments que s'utilitzen per a realitzar mesures en equips electrònics. Poden servir per crear estímuls, per capturar respostes, per analitzar un senyal, etc. A la pràctica, s'utilitzen sobretot per comprovar el correcte funcionament en sistemes electrònics i així poder-ne detectar els possibles errors. Per aquesta tasca es necessiten molts tipus d'instruments de mesura, alguns poc costosos i senzills com un simple detector de corrent, i d'altres molt més complexos i cars com ara equips automàtics (ATE). A continuació es mostren un seguit d'aparells de mesura: 

## Tipus d'aparells

### Bàsics
- Voltímetre - Mesura de voltatge.
- Òhmmetre - Mesura de resistència.
- Amperímetre - Mesura de corrent elèctric.
- Multímetre - Mesura de voltatge, resistència i corrent elèctric.
- Font d'alimentació - Generació de voltatges
- Generador de senyal
- Generador d'impulsos
- Oscil·loscopi
- Freqüencímetre

### Avançats
- Mesurador de camp
- Analitzador de xarxa
- Analitzador d'espectre
- Mesurador de figura de soroll